# Myrcia florifera
Myrcia florifera là một loài thực vật có hoa trong Họ Đào kim nương. Loài này được Poepp. ex O.Berg mô tả khoa học đầu tiên năm 1857.